# Marlière
Marlière is een wijk in de Franse stad Tourcoing in het Noorderdepartement. De wijk ligt in het noordoosten van de stad, tegen de Belgische grens en de Belgische stad Moeskroen. De bebouwing van Tourcoing en de wijk Marlière loopt er over in die van het Belgische Moeskroen.

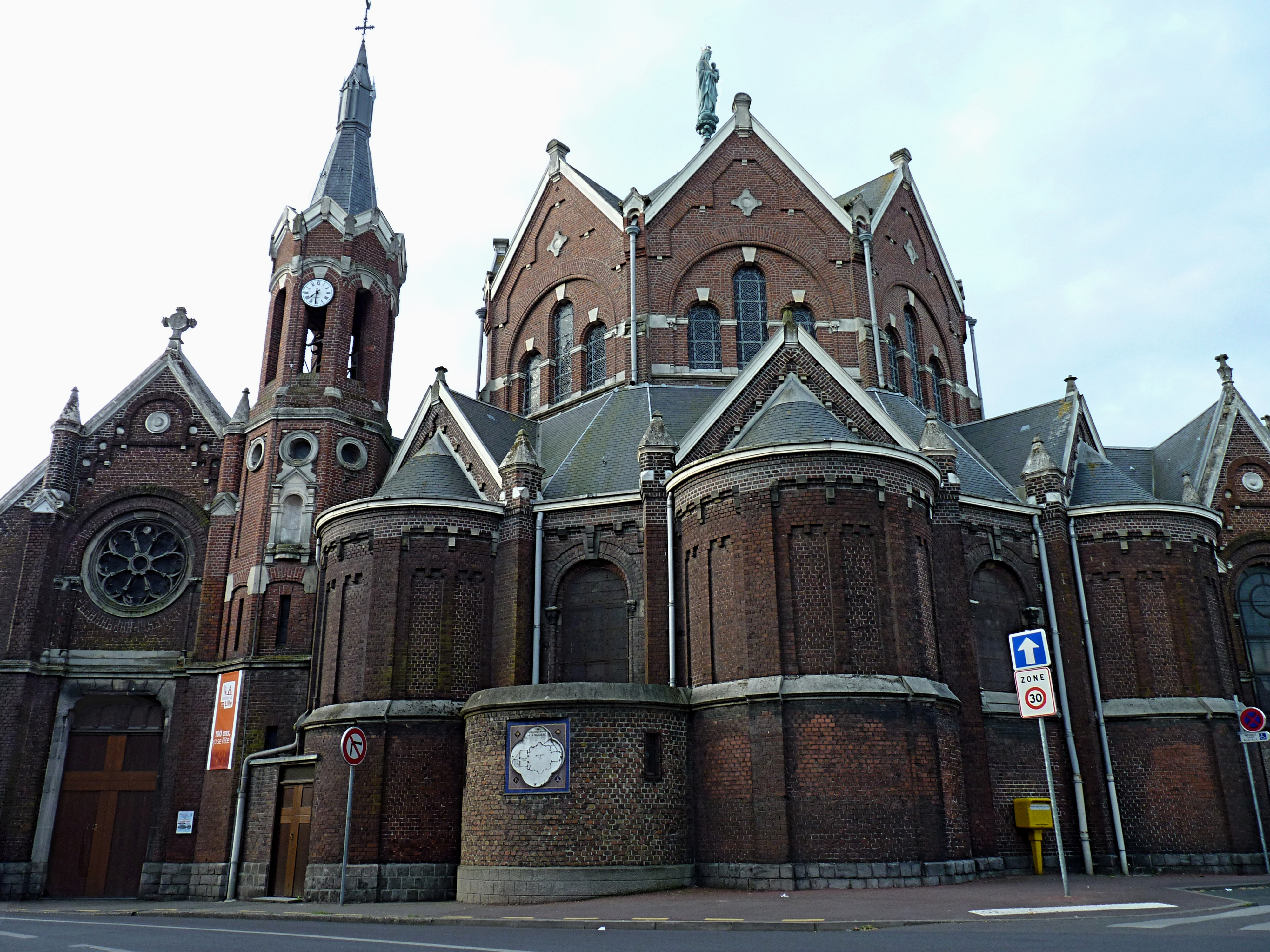
Église Notre-Dame de la Marlière

## Geschiedenis
De plaats werd al in de 14de eeuw vermeld. De naam zou afkomstig zijn van marle of marne, mergel. In de 17de eeuw werd in het gehucht een kapel opgetrokken om er een standbeeld van de Heilige Maagd onder te brengen. De plaats groeide uit tot een bedevaartsoord. Op de 18de-eeuwse Cassinikaart wordt de plaats aangeduid als Chap. de Marlière.

## Bezienswaardigheden
- de Église Notre-Dame de la Marlière uit de 17de eeuw, met bovenop een standbeeld van Maria.

Belencontre · Blanche Porte · Blanc Seau · Bourgogne · Brun Pain · Clinquet · Croix Rouge · Egalité · Épidème · Fin de la Guerre · Flocon · Francs · Gambetta · Malcense · Marlière · Orions · Phalempins · Pont de Neuville · Pont Rompu · Virolois

Lijst van Franse gemeenten · Arrondissement Rijsel · Noorderdepartement · Hauts-de-France